# Acre (rijeka)
Acre (na iñapari jeziku: Aquiry; (por. Rio Acre) je rijeka u Južnoj Americi, pritoka rijeke Purus, koja izvire u Peru, čini dio međunarodne granice Bolivije i Brazila, te se u Brazilu ulijeva u rijeku Purus. Rijeka je plovna od svoga ušća do ušća rijeke Xapuri, nekih 480km, a tijekom kišne sezone (od siječnja do svibnja) i dalje.
Acre je tijekom 19. stoljeća bila važan prometni pravac za izvoz kaučuka, sirovine za dobivanje gume, iz okolnih šuma kaučukovca, što je bilo i predmet graničnog sukoba Bolivije i Brazila pred kraj 19. stoljeća, sve do sporazuma potpisanog 1903.g.

## Vanjske poveznice
|  | Zajednički poslužitelj ima još gradiva o temi Acre (rijeka) |